# Жёлтый чай
Жёлтый чай (кит. упр. 黄茶, пиньинь huángchá) — вид чая, подвергшийся слабой ферментации (окислению). Жёлтый чай по классификации по степени ферментации стоит на третьем месте после зелёного и белого, примерно 7—10 % ферментации.
Жёлтый чай изготавливается из сырья высокого качества, исключительно в Китае, в провинциях Сычуань, Хунань, Чжецзян, Фуцзянь. Считается императорским чаем, очень долгое время жёлтый чай тщательно оберегался от иностранцев, за разглашение его тайн строго карали. Известен с эпохи Тан (VIII век н. э.). Долгое время был привилегией только императора и высшей знати.

## Описание
Разновидности: бывает почковый — Цзюнь-шань Инь Чжэнь (Серебряные иглы с горы Цзюнь-шань,  кит. 君山银针, пиньинь jūn shān yín zhēn), Инь Чжэнь (Серебряные иглы, 银针, yín zhēn), Мэн Дин Хуан Я (蒙顶黄芽, Méng dǐng huáng yá), а также листовые, которые делятся на «маленькие» и «большие чаинки» — Хошань Хуан Я (霍山黄芽, Huòshān huáng yá), Бэйган Маоцзянь (北港毛尖, Běigǎng máojiān). Самый редкий вид китайского чая.

## Технология изготовления

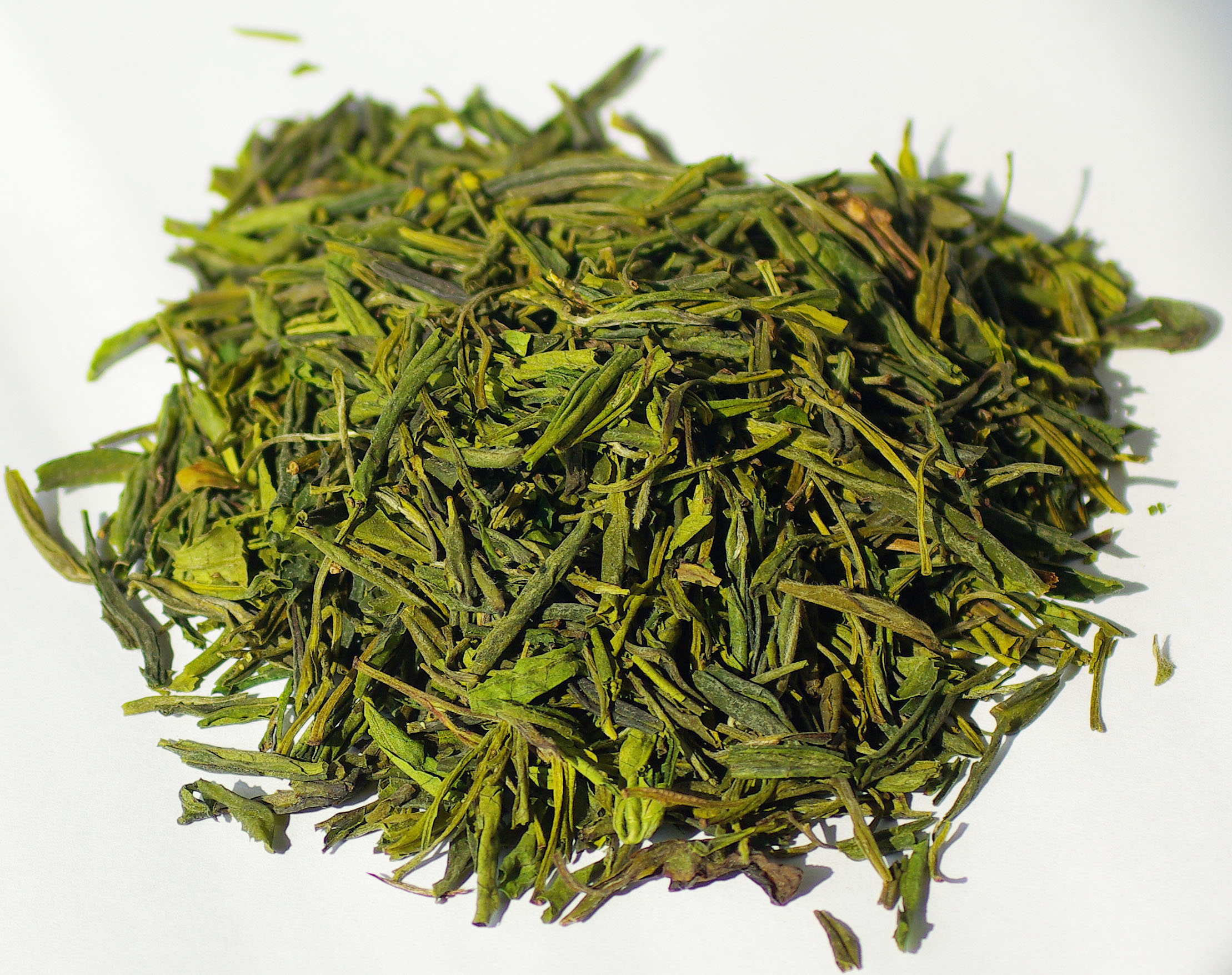
Листовой желтый чай Хошань Хуан Я

Традиционные сорта, такие как Цзюнь-шань Инь Чжэнь и Мэн Дин Хуан Я, изготавливаются из сырья высшего качества, только из «жирных» — плотных и тяжёлых, неповреждённых почек. Для этого чая есть правило «9 несрываемых», согласно которому нельзя собирать чай в дождливый день, нельзя срывать почку, покрытую росой, почку фиолетового цвета, полую почку, хотя бы малость раскрывшуюся почку, почку, повреждённую насекомыми или морозом, вялую почку, а также слишком длинную или слишком короткую почку. Процесс изготовления такого чая может занимать около трёх суток, происходит в несколько этапов, вкусообразующим является томление в пергаментных, тканевых мешках или кучах, и требует высокого мастерства, точности, так как нужно очень внимательно отслеживать температурный режим, скорость ферментации листа. Для запуска процесса томления, например в Сычуани, в регионе Мэндин, собранный лист быстро нагревается в специальной печи, а затем уже закладывается в мешки, чтоб "томиться".  Самые известные сорта жёлтого чая производятся в Сычуани (Мен дин Хуан Я) и в Хунани (Цзюнь-шань Инь Чжэнь), однако в последние годы восстановлено производство и в провинциях Аньхуэй (Хошань Хуан Я), а также Фуцзянь и Чжэцзян. 

## Свойства
Так как такой чай делается из сырья высокого качества, в нём содержится большое количество витаминов, микроэлементов, аминокислот, полифенолов и т. д. Снимает спазмы, головную боль, активизирует защитные силы организма. Жёлтый чай мягко тонизирует, способствует умственной деятельности.

## Органолептическиехарактеристики
Аромат жёлтого чая уникален, в нём есть копчёные нотки, присущие только этому чаю. Чаинки покрыты белым ворсом, тёмно-оливкового цвета с серебристым пушком. Чаинки примерно одного размера, одного цвета, сырьё однородное, почки целые. Настой прозрачный, желтовато-янтарный. Обладает приятным, «ласкающим» вкусом. Так же настой жёлтого чая дает розоватую кромку в чашке, по которой легко определить такой чай. Аромат запоминающийся, яркие копченые нотки. Вкус сладковатый, но не избыточный, бодрящий, оригинальное послевкусие.
Выпускается в рассыпном виде.

## Заваривание
Жёлтый чай требует определённого способа заваривания, неправильным приготовлением можно испортить чай. Заливать чай нужно мягкой, не горячей водой (+66…+85 °C) — крутой кипяток убьёт все запахи и полезные вещества, также такой чай будет горьким. Заваривать предпочтительнее в стеклянном чайнике или гайвани — чайные почки при заваривании несколько раз вертикально всплывают и опускаются, можно оценить «танец чаинок». Также можно заваривать в гайвани, в керамическом, фарфоровом или стеклянном чайнике. На 150 мл воды берётся 3 грамма чая.

## Хранение
Хранить жёлтый чай следует в сухом помещении, в хорошо закрытой керамической посуде с хорошо притёртой крышкой. Нельзя хранить чай рядом с пахнущими продуктами, так как он очень быстро впитывает посторонние запахи. Хранится около года, со временем теряет свои качества.